# Limpeza ecológica
A limpeza ecológica, ou no Inglês Green cleaning, é um movimento em favor do uso de produtos e métodos de limpeza que não sejam nocivos ou reduzam o impacto ao meio ambiente.
Estes métodos e produtos são elaborados com ingredientes que não contribuem para a degradação da qualidade do ambiente e saúde humana
As técnicas e produtos utilizados evitam a utilização de químicos reactivos ou tóxicos que contêm uma multiplicidade de substâncias químicas que podem ser tóxicas, algumas delas com componentes orgânicos voláteis que podem causar problemas dermatológicos ou respiratórios, entre outros efeitos adversos.
O termo limpeza ecológica também descreve a forma como determinados produtos de limpeza são utilizados num sistema de limpeza amigo do ambiente comercializado por determinadas empresas.
O termo limpezas ecológicas encontra-se associado aos produtos de limpeza ecológicos. Actualmente existem algumas marcas que comercializam este tipo de produtos, sendo cada vez mais fácil ao consumidor poder optar por este tipo de produtos em detrimento de outros que não são "amigos do ambiente". Algumas empresas que os vendem são a Green Bear, Vip Domotec e Ecover.
Quando os processos de fabrico são amigos do ambiente e os produtos biodegradáveis, então pode-se aplicar o termo produtos "verdes", produtos "ecológicos" ou produtos amigos "do ambiente". A limpeza ecológica requer mais que uma utilização de produtos ecológicos, requer um sistema de limpeza que passa também pela escolha de materiais reutilizáveis e duradouros e uma correta gestão dos resíduos. Actualmente, os consumidores encontram-se cada vez mais despertos para esta realidade e para as formas de limpeza que contribuem de modo mais significativo para a redução da pegada ecológica fundamental à sobrevivência das gerações vindouras sendo factor dinamizador do mercado para desenvolvimento de produtos e sistemas de limpeza ecológicos.